# 黑斯廷斯宪法法律季刊
黑斯廷斯憲法法律季刊（英語：Hastings Constitutional Law Quarterly）是由加利福尼亞大學舊金山法學院的學生所編輯之有關憲法的法律評論季刊。黑斯廷斯憲法法律季刊創立於1973年。雖然刊登在黑斯廷斯憲法法律季刊的大多數文章皆為關注美國憲法所引起的問題，然而該季刊所刊登的文章還是有關於美國各州和外國憲法的主題。